# Limonium auriculae-ursifolium
Limonium auriculae-ursifolium é uma espécie de planta com flor pertencente à família Plumbaginaceae. 
A autoridade científica da espécie é (Pourr.) Druce, tendo sido publicada em List Brit. Pl. ed. 2 77 (1928).

## Portugal
Trata-se de uma espécie presente no território português, nomeadamente em Portugal Continental.
Em termos de naturalidade é nativa da região atrás indicada.

## Protecção
Não se encontra protegida por legislação portuguesa ou da Comunidade Europeia.